# Romeo i Julia (film 1954)
Romeo i Julia (ang. Romeo and Juliet) – włosko-brytyjski film z 1954 roku w reżyserii Renato Castellaniego. Adaptacja dramatu Williama Szekspira. Film zdobył Złotego Lwa na 15. MFF w Wenecji, a także dwie inne nagrody od National Board of Review i trzy nominacje do Nagrody BAFTA.

## Fabuła
Na podstawie klasycznej sztuki Szekspira. Dzieci z dwóch nienawidzących się od lat rodzin, Montague i Capulet, poznają i zakochują się w sobie. Postanawiają wziąć potajemny ślub.

## Obsada
- Laurence Harvey jako Romeo
- Susan Shentall jako Julia
- Flora Robson jako piastunka Julii
- Norman Wooland jako Parys
- Mervyn Johns jako ojciec Laurenty
- John Gielgud jako chór
- Luciano Bodi jako Abraham
- Pietro Capanna jako Samson
- Bill Travers jako Benvolio
- Sebastian Cabot jako Kapulet
- Lydia Sherwood jako pani Kapulet
- Giovanni Rota jako książę Escalus
- Enzo Fiermonte jako Tybalt

Źródło:.

## Nagrody i nominacje
BAFTA (1955):
- nominacja w kategorii Najlepszy film brytyjski
- nominacja w kategorii Najlepszy film z jakiegokolwiek źródła
- nominacja w kategorii Najlepszy scenariusz brytyjski - Renato Castellani

15. MFF w Wenecji (1954):
- Złoty Lew

National Board of Review (1954):
- wygrana w kategorii Najlepszy reżyser - Renato Castellani
- wygrana w kategorii Najlepszy film zagraniczny

Źródło:.